# Geologia dell'Etiopia
Il territorio dell'Etiopia si trova a cavallo tra il margine orientale della Placca africana e la Placca somala, che da questa si sta separando; è caratterizzato dalla presenza di un rift continentale in espansione, il sistema di rift dell'Africa orientale, ramo meridionale della Rift Valley, che si raccorda con una dorsale oceanica, la dorsale di Aden, e con il sistema di rift del Mar Rosso, anch'essi facenti parte della Rift Valley, in una tripla giunzione del tipo dorsale-dorsale-dorsale, la tripla giunzione di Afar, in corrispondenza della quale si è venuta a creare una depressione chiamata Triangolo di Afar, presso il confine con Gibuti ed Eritrea.
È quindi una zona particolarmente importante per gli studi geologici in quanto è uno dei due luoghi sulla Terra dove una dorsale medio-oceanica può essere studiata sulla terraferma.
La parte occidentale del paese è caratterizzata dalla presenza di rocce archeane (Scudo Arabo-Nubiano), e da formazioni collegate al magmatismo cenozoico (Trappi dell'Acrocoro Etiopico).
La parte orientale (regioni di Ogaden e Sidamo) presenta invece bacini sedimentari mesozoici (cenozoici a est del fiume Fafan)

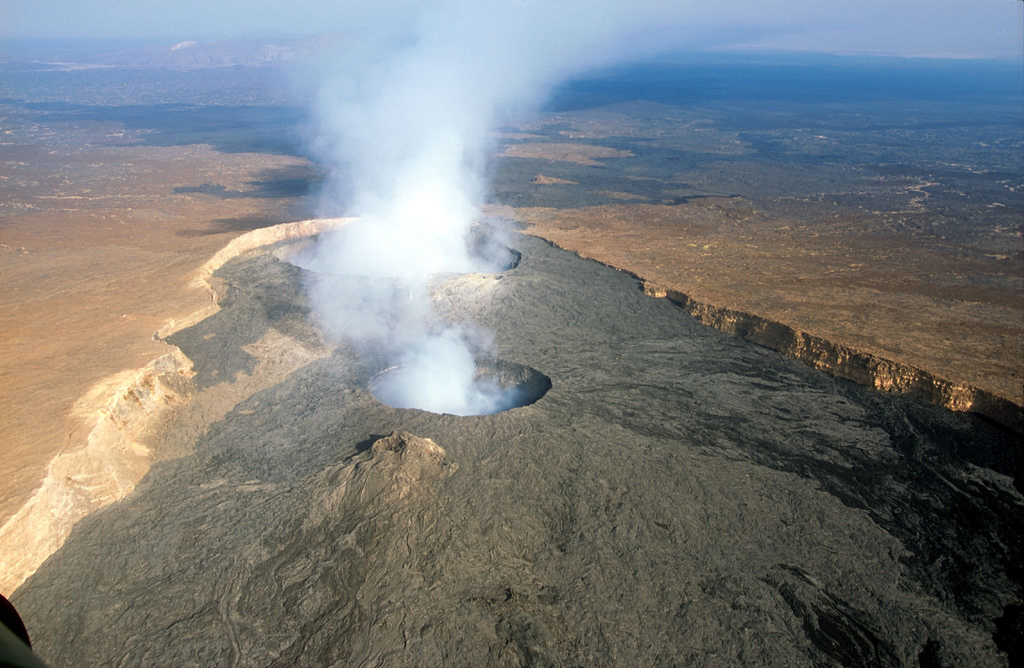
Lago di lava nella caldera dell'Erta Ale

Gran parte del territorio etiopico è ancora geologicamente instabile, come testimoniato dalla presenza di ben 67 apparati vulcanici, di cui 6 hanno eruttato nell'ultimo secolo. Il più noto è la Erta Ale, che è stato costantemente in eruzione dal 1967 e ospita un lago di lava nel suo cratere. Quasi tutti i vulcani si trovano lungo la faglia che separa la placca somala e la placca africana.
Per quanto riguarda la sismicità invece nessun terremoto importante è stato registrato nel settore a partire dal XX secolo.
La morfologia del paese è dominata dall'Acrocoro Etiopico, geneticamente collegato agli altopiani dell'Africa orientale, che si è innalzato durante la formazione della Great Rift Valley. Questa attività geologica è stata accompagnata nel tempo da un'intensa attività vulcanica, che si riflette nella varietà dei litotipi presenti: infatti il sottosuolo etiope oltre che da rocce metamorfiche e sedimentarie, è composto da grandi quantità di prodotti vulcanici.

## Litostratigrafia
La massa principale dell'altopiano è formata dagli gneiss del Complesso inferiore, originatesi forse nell'Archeano, esposti al fondo delle valli del Tigré e nella Valle del Nilo Azzurro.
Tra le rocce formatesi nel Rifeano (Ectasiano-Steniano) si ricordano le vulcaniti del Gruppo di Tsaliet; i sedimenti blandamente metamorfosati del Gruppo di Tambien, soprattutto micascisti con foliazione a direzione N-S, e secondariamente gneiss, ardesie, scisti a orneblenda; i granitoidi sin-tettonici e post-tettonici associati all'orogenesi Panafricana (Tigré).
Il Paleozoico è scarsamente rappresentato, mentre il Mesozoico, oltre ad essere visibile nelle zone più erose degli altopiani centrali, forma il potente Bacino dell'Ogaden nella parte orientale del paese.

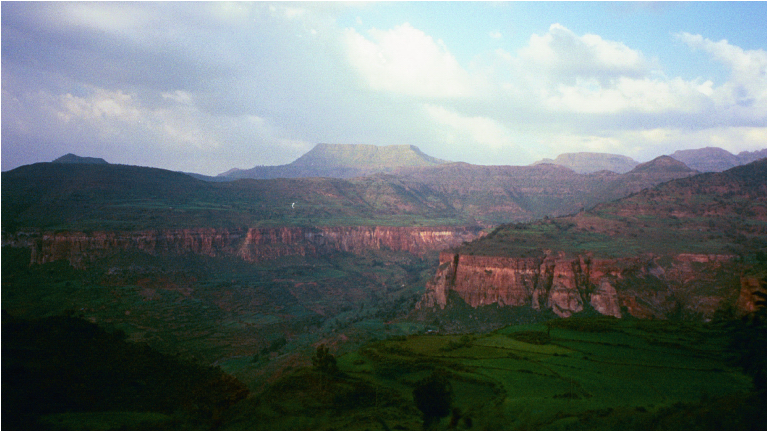
Canyon a ovest di Adigrat

Del Triassico sono le Arenarie di Adigrat (Altipiani centrali, tra Addis Abeba e Debre Makos), arenarie bianche e brune non fossilifere di spessore massimo di 300 m; potrebbero essere relazionati alla formazione del Karroo del Sud Africa. Nei pressi di Chelga e Adrigat sono accompagnate da lenti carboniose relazionabili agli strati carboniosi della stessa età in India .
Nel Giurassico si depositano i Calcari di Antalo (Mekele), a giacitura generalmente sub-orizzontale, sono composti da ooliti e comprendono fossili di Hemicidaris, Pholadomya, Ceromya, Trigonia e Alaria; abbiamo analoghe formazioni di mare poco profondo (Serie di Gabredare in Sidamo e Formazione di Dibigia e Ganale Doria in Ogaden)
Nel Cretacico si deposita la Serie di Gumburro in Ogaden.

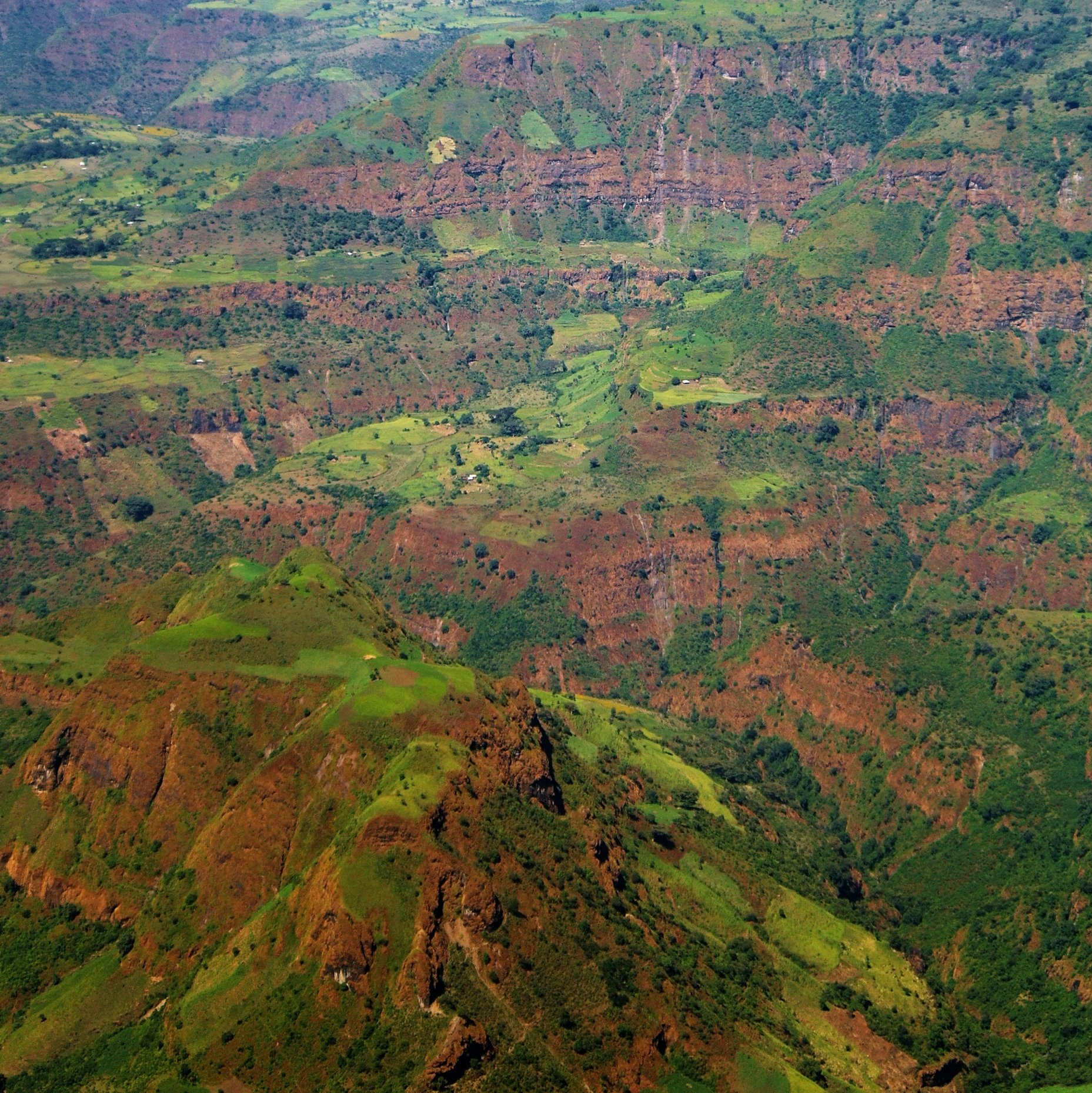
Monti Semien dei quali fa parte il Ras Dascian

Circa 40 milioni di anni fa, nell'Eocene, con la formazione di faglie nel basamento e nelle coperture sedimentarie, inizia una fase di estensione accompagnata da un intenso magmatismo effusivo di tipo basaltico. In particolare tra Paleogene e Neogene, in tutto l'altopiano centrale l'emissione di grandi quantità di magmi basaltici alcalini e di tufi, forma la Serie dei Trappi, suddivisa in:
- Gruppo di Ashangi del Paleocene-Miocene (affiorante presso Goba, Gore, Dese, Debre Makos, Gonder): basalti e doleriti spesso amigdaloidi.
- Serie degli scudi del Miocene (forma il Ras Dascian, l'Abuna Yosef, i Monti Dangvur, i Monti Mangestu, il Monte Gorgota, il Monte Sciatta).

In concomitanza a questi eventi, nel bacino dell'Ogaden tra Paleogene ed Eocene si depositano sedimenti continentali e marini (Arenarie di Jessoma, calcari organogeni della Serie di Auradu, depositi di sabkha della Serie di Taleh, Serie di Harar (o Karkar) con sedimenti passanti da calcari ad argille)
I fenomeni magmatici continuano tra Miocene e Pleistocene, sia con prodotti basici (Gruppo di Afar, soprattutto basalti in Dancalia; la Serie di Aden, basalti e ceneri vulcaniche, affiorante in Eritrea ad ovest di Massaua e presso la Baia di Zula.), sia con prodotti acidi (Gruppo di Magdala, a giacitura orizzontale, in gran parte trachiti intercalate con arenarie e scisti non fossiliferi; forma una caratteristica serie di creste terrazzate nella Rift Valley tra Addis Abeba, Arba Minch e Jima).
Nel Quaternario il magmatismo continua in Dancalia con emissioni di prodotti sia acidi (trachiti, rioliti e tufi riolitici), che basici (basalti alcalini e basalti picritici).
In concomitanza si ha la sedimentazione di: formazioni coralline (in Eritrea: Isole Dahlak, Baia di Anfile, Baia di Assab), depositi lacustri (lungo l'Omo, il Lago Abaya, il Lago Zwai, il Lago Tana), depositi lagunari e di sabkha (Dancalia settentrionale). depositi sabbiosi alluvionali ed eolici (Piana di Boli, Kinjara, Piane dei fiumi Akobo e Baro, Dancalia centro-meridionale).